# Montloué
Montloué település Franciaországban, Aisne megyében. Lakosainak száma 193 fő (2022. január 1.). Montloué Dizy-le-Gros, Montcornet, Noircourt, Soize és Le Thuel községekkel határos.

## Népesség
A település népességének változása:
| Lakosok száma | 273  | 185  | 196  | 168  | 156  | 194  | 187  | 186  | 188  | 193  |
|               | 1968 | 1982 | 1990 | 2006 | 2011 | 2016 | 2017 | 2019 | 2020 | 2022 |